# FC Platinum
FC Platinum is een Zimbabwaanse voetbalclub uit Zvishavane, dat in de provincie Midlands ligt. De club speelt in de Zimbabwaanse Premier Soccer League.
Tot 2010 heette de club Mimosa Football Club. Mimosa veranderde in januari 2011 zijn naam in FC Platinum.

## Prijzen
- Zimbabwe Premier Soccer League: 2017, 2018, 2019, 2022
- CBZ FA Cup: 2014